# Sulmierzyce (Grande Polonia)
Sulmierzyce (in tedesco Sulmierschütz) è una città polacca del distretto di Krotoszyn nel voivodato della Grande Polonia.
Ricopre una superficie di 28,98 km² e nel 2004 contava 2 750 abitanti.